# Buta (ornament)

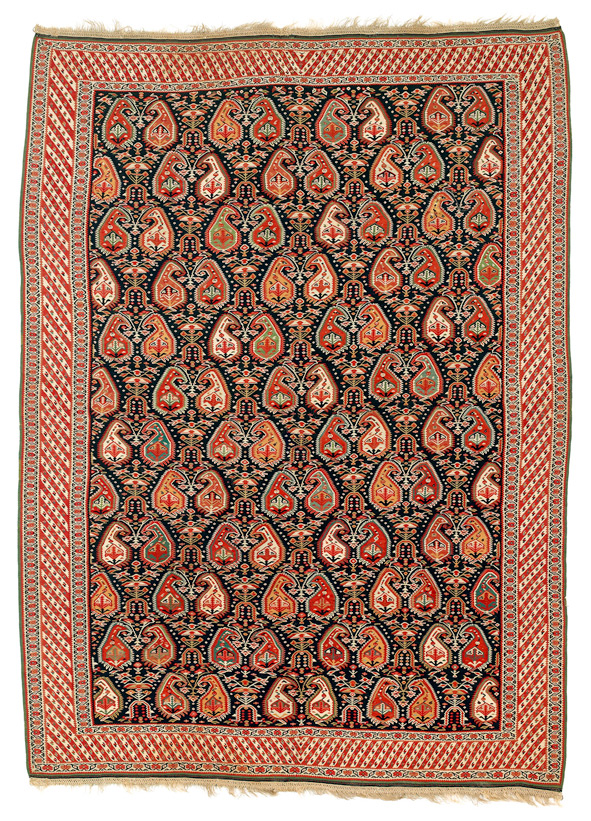
Sehna Kilim cu designuri de boteh-uri, din prima jumătate a secolului al XIX-lea

Boteh (persană بته) sau buta (azeră Buta) este un motiv în formă de con de brad sau de migdală, folosit în ornamentare, cu un capăt superior curbat și ascuțit. Chiar dacă e probabil de origine persană, e foarte frecvent în India, Azerbaidjan, Turcia și alte țări din Orientul Apropiat. Prin șal cașmir s-a răspândit în Europa, unde modelele care o folosesc sunt cunoscute sub numele de paisley-uri, pentru că Paisley (Renfrewshire) în Scoția, a fost un centru major care le producea.
În ornamentările asiatice motivele boteh sunt de obicei plasate în rânduri ordonate, chiar dacă mai ales în India pot apărea într-un model într-o varietate de dimensiuni, culori și orientări, care e, de asemenea, caracteristic modelelor paisley europene.
În Azerbaidjan, buta a prins cele mai profunde rădăcini și a suferit cea mai semnificativă dezvoltare.

## Istoric
Chiar dacă i-a fost sugerată o origine zoroastriană, ornamentul nu se găsește în rămășițele vechilor temple de foc ale acelei credințe. Boteh-uri pot să fie văzute sculptate pe capitelurile coloanelor moscheii Haji Piyada din provincia Balkh a nordului Afganistanului, care a fost construită în secolul al IX-lea.
Unii savanți ai designului cred că buta este convergența unei crengi cu flori stilizată și a unui chiparos: un simbol zoroastrian al vieții și eternității. Cedrul „îndoit” e, de asemenea, un semn al puterii și rezistenței, dar și al modestie. Motivul floral e originar din dinastia sasanidă și mai târziu din dinastia safavidă a Persiei (1501-1736) și a reprezentat un model textil major în Iran în timpul dinastiilor Qajar și Pahlavi. În aceste perioade, modelul a fost folosit pentru decorarea regaliei, coroane și articole de îmbrăcăminte de la curte, precum și textilele folosite de populația generală. Designurile persane și cele din Asia Centrală pun de obicei motivele în rânduri ordonate, cu un fundal simplu.

## Utilizări
Motivele mai pot să fie găsite pe covoare persane, covoare azerbaidjane, șaluri de tipul kelaghayi și alte textile, picturi ale artelor decorative-aplicate din Marele Iran (Iran, Azarbaijan etc.) și, de asemenea, în ornamentarea monumentelor arhitecturale. Boteh e răspândită în Gandja (Azerbaidjan), unde a făcut parte integrantă din ornamentele de covoare.
Este țesută folosind fire de aur sau argint pe mătase sau alte materiale textile de înaltă calitate pentru cadouri, pentru nunți și ocazii speciale. În Iran și Uzbekistan, folosirea sa depășește îmbrăcămintea, cu picturi, bijuterii, fresce, perdele, fețe de masă, cuverturi, covoare, amenajări de grădini și ceramică, de asemenea, cu designuri de tipul boteh. În Uzbekistan, cel mai frecvent găsit articol cu boteh-uri sunt tradiționalele fesuri doʻppi. 
În statul indian Tamil Nadu, manga maalai (colier de mango) cu cercei asortați e o caracteristică tradițională a dansului bharathanatyam. Este un design proeminent în șariurile de mătase de Kanchipuram. Uneori, buta a fost asociată cu hinduism.
Motivul e considerat ca fiind cel mai vechi dintre toate ornamentele naționale din Azerbaidjan. Există multe articole tipărite decorate numai cu buta-uri. Buta e afișată în emblema Cupei Mondiale Feminine FIFA U-17 din 2012, care a avut loc în Azerbaidjan.

## Galerie

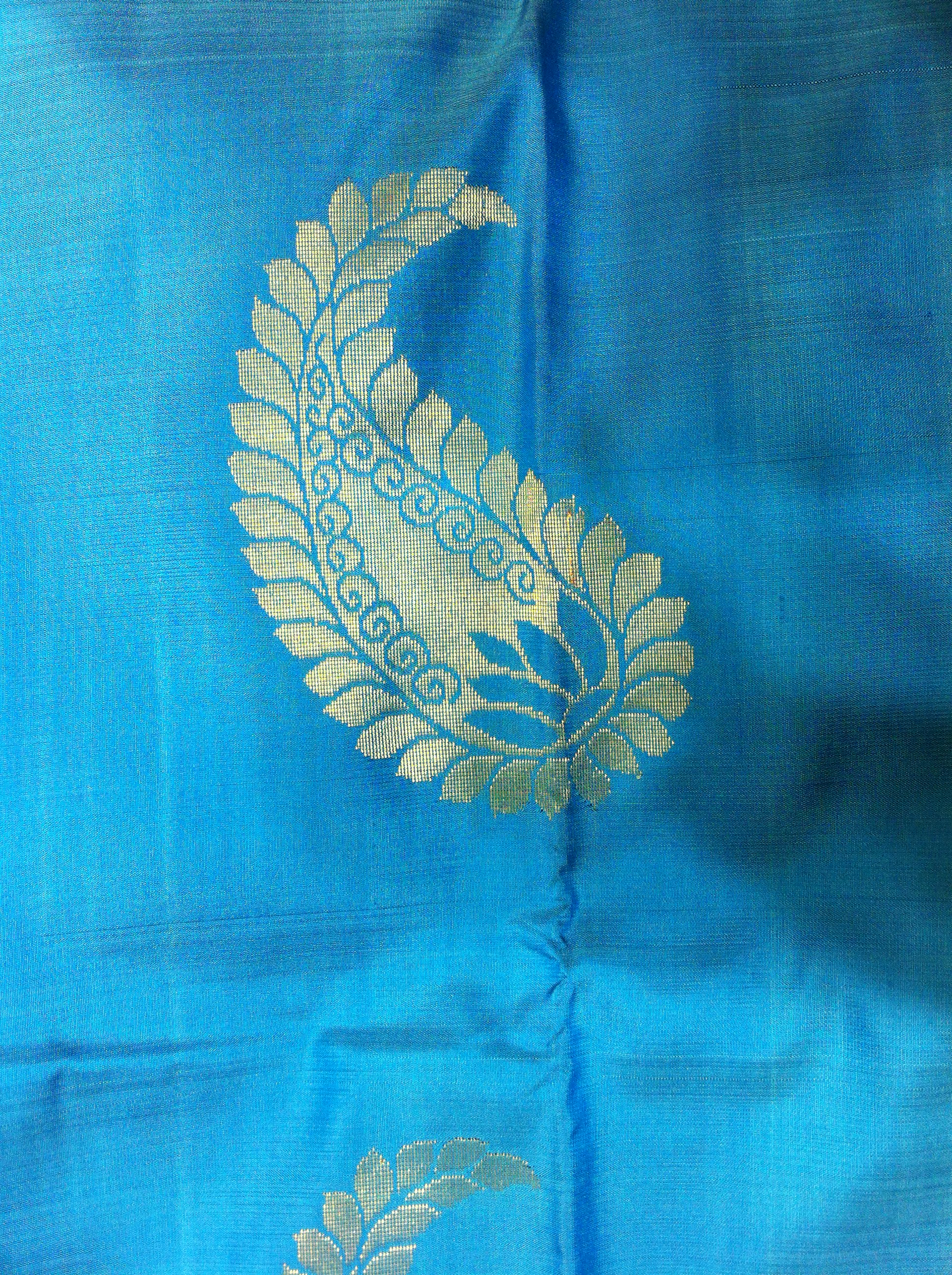
Șari cu un design mankolam, făcut în Kanchipuram
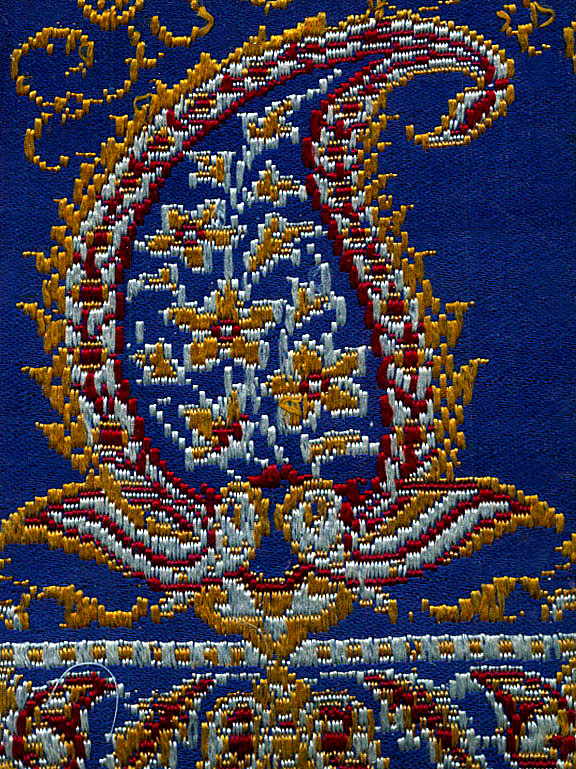
Brocart persan de mătase din dinastia pahlavi
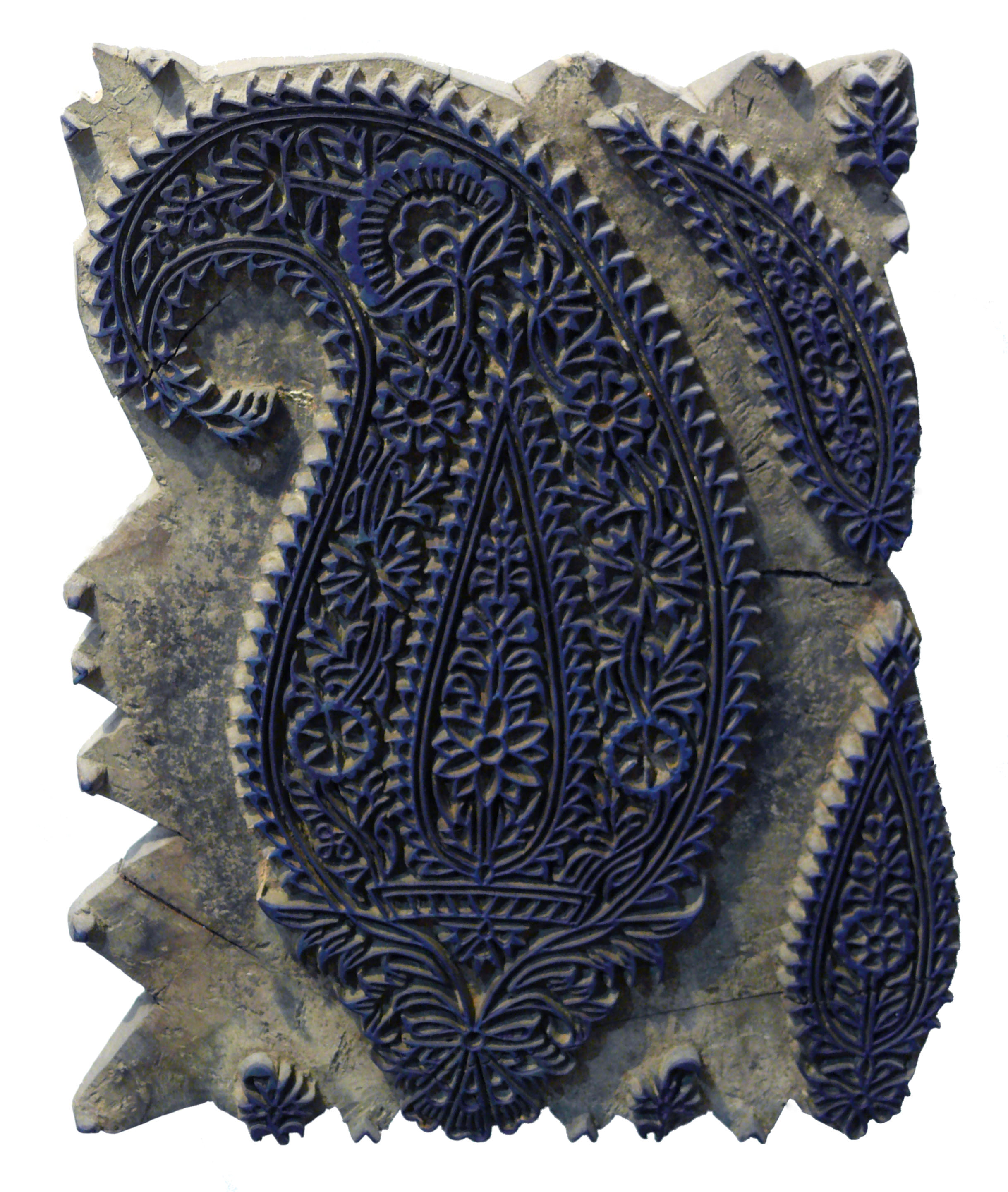
Ștampilă de mână de lemn pentru printarea pe textile cu designuri tradiționale „paisley”, din Isfahan (Iran)
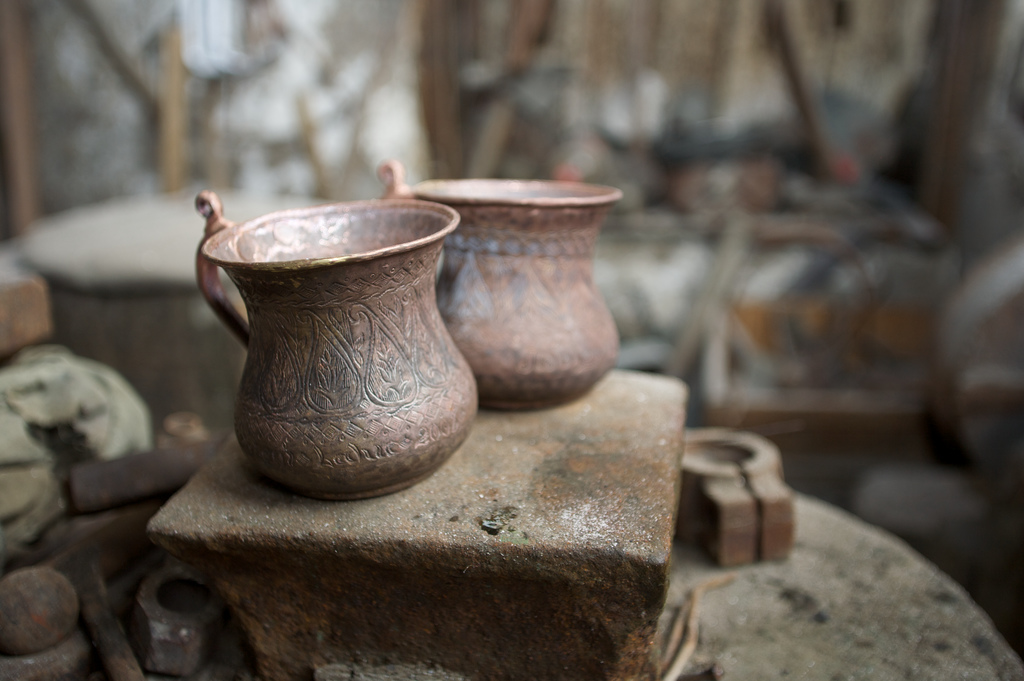
Buta-uri pe niște vase de cupru din Lahıc (Azerbaidjan)
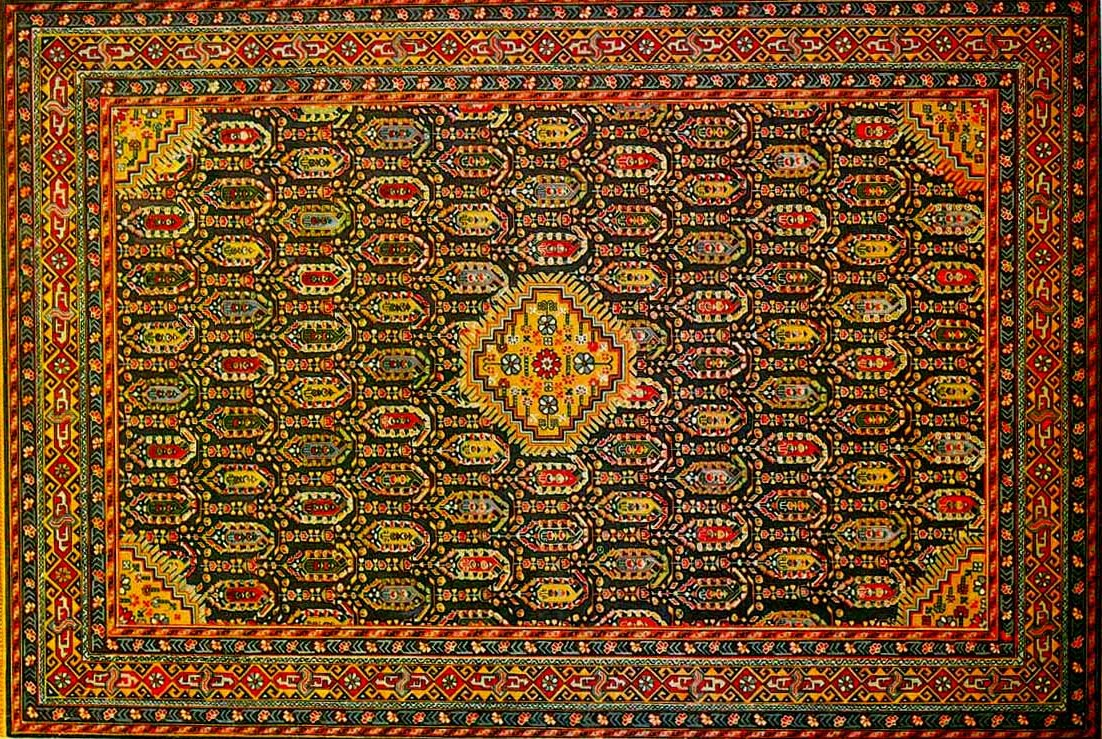
Buta-uri pe un covor azerbaidjan făcut în secolul al XVIII-lea, în Baku
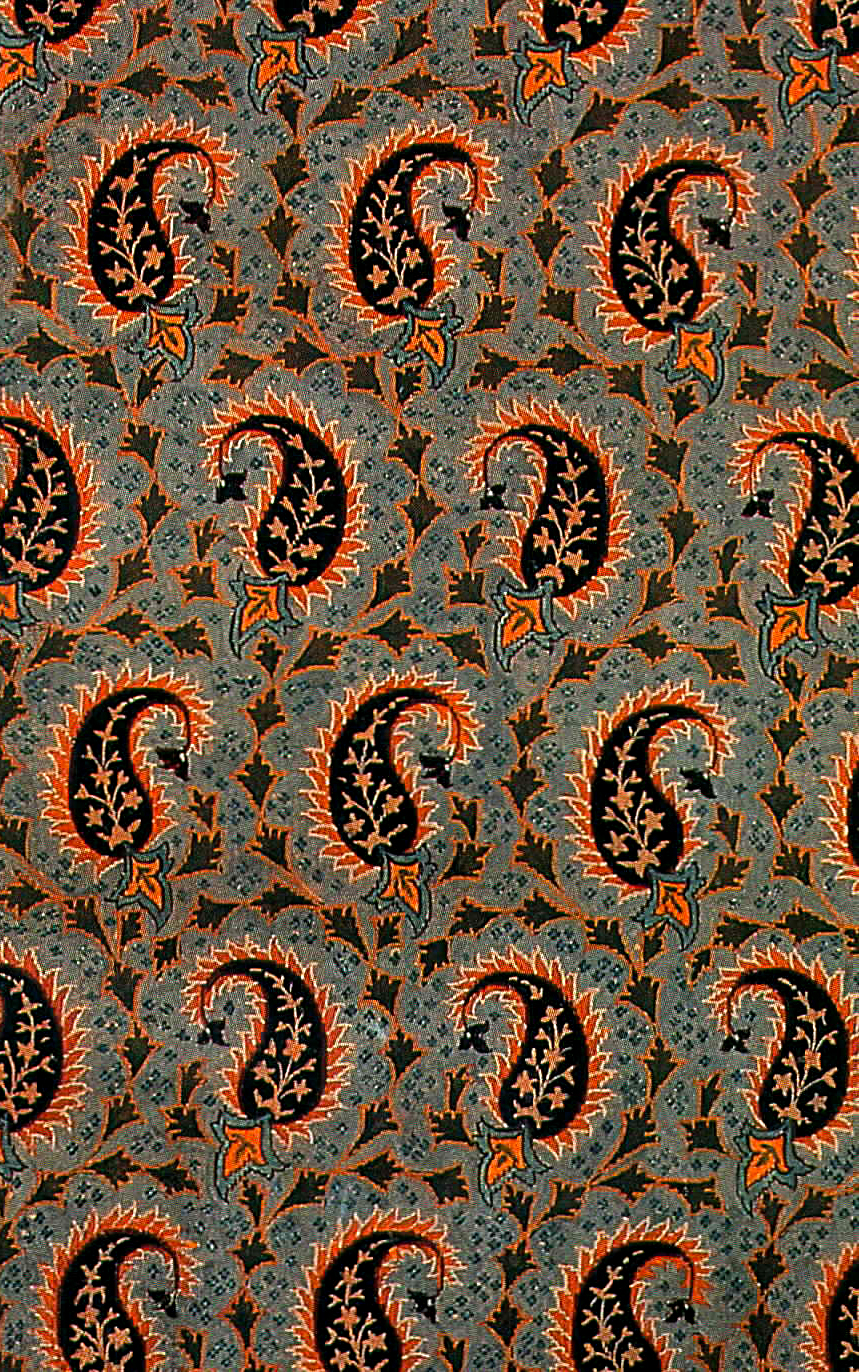
Brocart persan de mătase cu fir de aur (golabetoon), țesut în 1939